# Equator (ogier)
Equator (ur. 25 marca 2010) – ogier czystej krwi arabskiej, hodowli SK Michałów. Syn ogiera QR Marc i klaczy Ekliptyka. Aktualnie koń należy do Al Rajhiat Stud z Arabii Saudyjskiej, która kupiła go w 2021 roku, w czasie aukcji Pride of Poland za 450 tys. euro. Jest jednym z pięciu koni polskiej hodowli, które zdobyły tytuł "Platynowego Czempiona Świata".

## Tytuły
- Czempion Ogierów Młodszych – Białka (2012),
- Czempion Polski Ogierów Młodszych – Janów Podlaski (2012),
- Wiceczempion Świata – Paryż (2012),
- Czempion Polski Ogierów Starszych – Janów Podlaski (2014),
- Zwycięstwo na festiwalu w stadninie Al Khalediah (2014),
- Wiceczempion Pucharu Narodów – Akwizgran (2015),
- Czempion pokazu w Weronie (2015),
- Wiceczempion Świata  Paryż (2015),
- Wiceczempion USA – Tulsa (2016),
- Wiceczempion Świata Ogierów Starszych - Paryż (2017),
- Wiceczempion Ogierów Starszych – Dubaj (2018),
- Międzynarodowy Czempion Ogierów Starszych – Szardża (2018),
- Złoty Czempion Świata – Paryż (2018),
- Platynowy Czempion Świata – Paryż (2021).

## Pochodzenie
| 0       | 1         | 2                | 3                | 4              |
| ------- | --------- | ---------------- | ---------------- | -------------- |
| Equator | QR Marc   | Marwan Al Shaqab | Gazal Al Shaqab  | Anaza El Farid |
| Equator | QR Marc   | Marwan Al Shaqab | Gazal Al Shaqab  | Kajora         |
| Equator | QR Marc   | Marwan Al Shaqab | Little Liza Fame | Fame VF        |
| Equator | QR Marc   | Marwan Al Shaqab | Little Liza Fame | Katahza        |
| Equator | QR Marc   | Swete Dreams     | Magic Dream      | Ali Jamaal     |
| Equator | QR Marc   | Swete Dreams     | Magic Dream      | –              |
| Equator | QR Marc   | Swete Dreams     | Kouream de Ment  | Kouros         |
| Equator | QR Marc   | Swete Dreams     | Kouream de Ment  | –              |
| Equator | Ekliptyka | Ekstern          | Monogramm        | Negatraz       |
| Equator | Ekliptyka | Ekstern          | Monogramm        | Monogramma     |
| Equator | Ekliptyka | Ekstern          | Ernestyna        | Piechur        |
| Equator | Ekliptyka | Ekstern          | Ernestyna        | Erwina         |
| Equator | Ekliptyka | Ekspozycja       | Eukaliptus       | Bandos         |
| Equator | Ekliptyka | Ekspozycja       | Eukaliptus       | Eunice         |
| Equator | Ekliptyka | Ekspozycja       | Esperanca        | Set            |
| Equator | Ekliptyka | Ekspozycja       | Esperanca        | Espaniola      |